# كورينا مارتين
كورينا مارتين (بالإسبانية: Corina Martín) هي راكبة الكنو أرجنتينية، ولدت في 19 ديسمبر 1969.

## وصلات خارجية
- كورينا مارتين على موقع أوليمبيديا (الإنجليزية)